# Ярмоленко, Ульяна
Ульяна Ярмоленко — советская лыжная гонщица, семикратная чемпионка СССР.
Родилась в Ярославской области в крестьянской семье. Тренировалась в добровольном спортивном обществе «Химик» Ярославль у Александра Фёдоровича Филиппова.
В 1949 году, после двух сезонов тренировок , впервые стала чемпионкой СССР в гонке на 5 км и эстафете 4×5 км (команда РСФСР), также получила бронзу в гонке на 8 км. В 1950 году сохранила чемпионский титул в гонке на 5 км и эстафете 4×5 км, а в гонке на 8 км поднялась до второго места. В 1951 году результаты в гонках на 5 и 8 км остались прежними, а в эстафете её команда взяла бронзу. В 1952 году взяла золото в гонке на 5 км и эстафете 4×5 км.